# Ayano Yamane
Ayano Yamane (jap. やまね あやの oder 山根 綾乃, Yamane Ayano; * 18. Dezember auf Awaji-shima in der Präfektur Hyōgo, Japan) ist eine japanische Manga-Zeichnerin. Ihre Werke sind dem Genre Boys Love zuzuordnen.
Yamane zeichnete von 1994 bis 2000 40 Dōjinshi zum Basketball-Manga Slam Dunk von Takehiko Inoue. Ihr erster professioneller Manga Finder: Im Fadenkreuz ist in der Yaoi-Mangaszene sehr erfolgreich gewesen und wurde u. a. ins Englische, Italienische und Deutsche übersetzt. In Deutschland wurde dieser indiziert.
Sie wohnt in der Präfektur Osaka, wo sie auch ihrem Beruf als Mangaka nachgeht.

## Werke (Auswahl)
- Finder-Reihe, seit 2002
- Ikoku Irokoi Romantan (異国色恋浪漫譚), 2003
- Artbook: Yamane Ayano Illustrations – Aya (やまねあやのイラスト集 「絢」), 2004
- Crimson Spell (クリムゾン・スぺル, Kurimuson Superu), 2004–2021

Darüber hinaus hat sie seit dem Jahr 1996 eine Vielzahl von Romanen (so genannte Light Novels) illustriert.